# European Power Tool Association
Die European Power Tool Association (EPTA) ist ein Interessenverband europäischer Hersteller von Elektrowerkzeugen. Der Zusammenschluss verfolgt das Ziel der Interessenvertretung seiner Mitglieder. 2018 erzielten die Mitglieder einen geschätzten Umsatz von 5,6 Milliarden Euro.

## Ziele
Nach eigenen Aussagen wird die Überwachung und Einhaltung eines fairen und offenen Wettbewerb angestrebt. Zudem setze sich die EPTA für einen Austausch zwischen den Mitgliedern in technischer, ökonomischer und ökologischer Hinsicht ein. Die Stellung zur Kooperation und Vermittlung in der EU und anderen Mitgliedsstaaten soll gestärkt werden.

## Richtlinien

### Definition Maschinengewicht
Eine Richtlinie der EPTA definiert die Festlegung des Maschinengewichts. So werden Elektrowerkzeuge ohne Kabel, jedoch mit sämtlichem Maschinenzubehör laut Betriebsanleitung gewogen. Hierbei sind alle zum Gebrauch benötigten Einzelteile berücksichtigt. Bei einem Winkelschleifer wird beispielsweise die Spannmutter, Stützflansch, Schutzhaube sowie der Zusatzhandgriff einbezogen.

### Messmethode der Schlagenergie bei Bohrhämmern
Sechs Kriterien schreibt die Messmethode vor:
- Mindestabmessung des Betonblock sowie dessen Qualität
- Länge der Prüfstange in Abhängigkeit vom Werkzeughalter
- Betriebstemperatur des Bohrhammers
- Grenzwerte der Vorschubkraft
- Platzierung der Messgeräte
- Befähigung des Bedieners

## Mitglieder
Etwa 70 Prozent der Umsätze mit Elektrowerkzeugen in Europa werden von den Mitgliedern generiert
- Baier Elektrowerkzeuge[6]
- Black & Decker[6]
- Bosch Power Tools
- Collomix[6]
- Eibenstock[6]
- Duss
- Fein[6]
- Festo[6]
- Flex[6]
- Hilti[6]
- Hitachi[6]
- Husqvarna[6]
- Interskol (seit 2009[7]), Russland
- Kress[5]
- Lamello AG[6]
- Mafell[6]
- Makita[6]
- Metabo[6] (Gründungsmitglied)
- Rupes[6]
- Sparky[6]
- Stihl[6]
- TTI, China[6]

## Geschichte
Der Verbund wurde am 31. Januar 1984 in Mailand gegründet.
2006 hat Bo Risberg, Mitglied der Konzernleitung der Hilti Aktiengesellschaft, den bis dahin tätigen Präsidenten, Urs E. Ruepp, der European Power Tool Association abgelöst. Als Vizepräsidenten wurden Richard E. Geitner, Vorsitzender der Geschäftsführung der C. & E. Fein GmbH, Gerry McHugh, Geschäftsführer von Hitachi Koki Europa Ltd, sowie Matthias Krauss, Vorstandsvorsitzender der Mafell AG, gewählt.
Am 1. Januar 2011 ist eine Richtlinie über das Maschinengewicht und die Einzelschlagenergie – etwa bei Bohrhammern – in Kraft getreten. Demnach müssen alle Mitglieder diese Kennzahlen nach EPTA-Bestimmungen messen, angeben und einhalten.
2016 wurde der Vorstandsvorsitzende der Metabo AG Horst Grabrecht Präsident.